# Resource Builder
Resource Builder — утилита, которая представляет собой редактор ресурсов для 32-битных и 64-разрядных операционных систем Microsoft Windows.
Первая опубликованная версия была написан на Delphi в начале 1999 года Игорем Ситиковым, но спустя некоторое время она стала коллективным проектом, распространяющимся под торговой маркой SiComponents.

## Описание
Resource Builder предназначена для просмотра, редактирования, замены, извлечения или слияния ресурсов в исполняемых файлах.
С помощью редактора можно осуществлять быстрый поиск/замену непосредственно внутри объекта на наличие текстовых строк, иконок, курсоров, изображений и прочего, тем самым может пригодиться и разработчикам программного обеспечения, чтобы ускорить процесс разработки или восстановить ресурсы, использованные в других разработках, даже если потеряны исходные файлы.
Также Resource Builder оснащён встроенным линковщиком ресурсов для обновления ресурсов напрямую в исполняемых модулях и файлах без перекомпиляции.

## Возможности
- Работа с файлами ресурсов RC и RES с поддержкой Юникода.
- Слияние ресурсов с бинарными файлами.
- Поддержка по работе с графическими ресурсами (JPEG, BMP и т.д.).
- Скрипты.
- Импорт ресурсов из файлов.
- Обновление и замена ресурсов в исполняемых файлах.
- Поддержка формата DFM, HTML и XML.
- WYSIWYG редактор.
- Создание резервных копий.
- Простой в использовании мастер настроек Resource Builder.
- Создание DLL, анимированных иконок и курсоров.
- Поддержка интерфейса командной строки.